# Sistema de Westminster

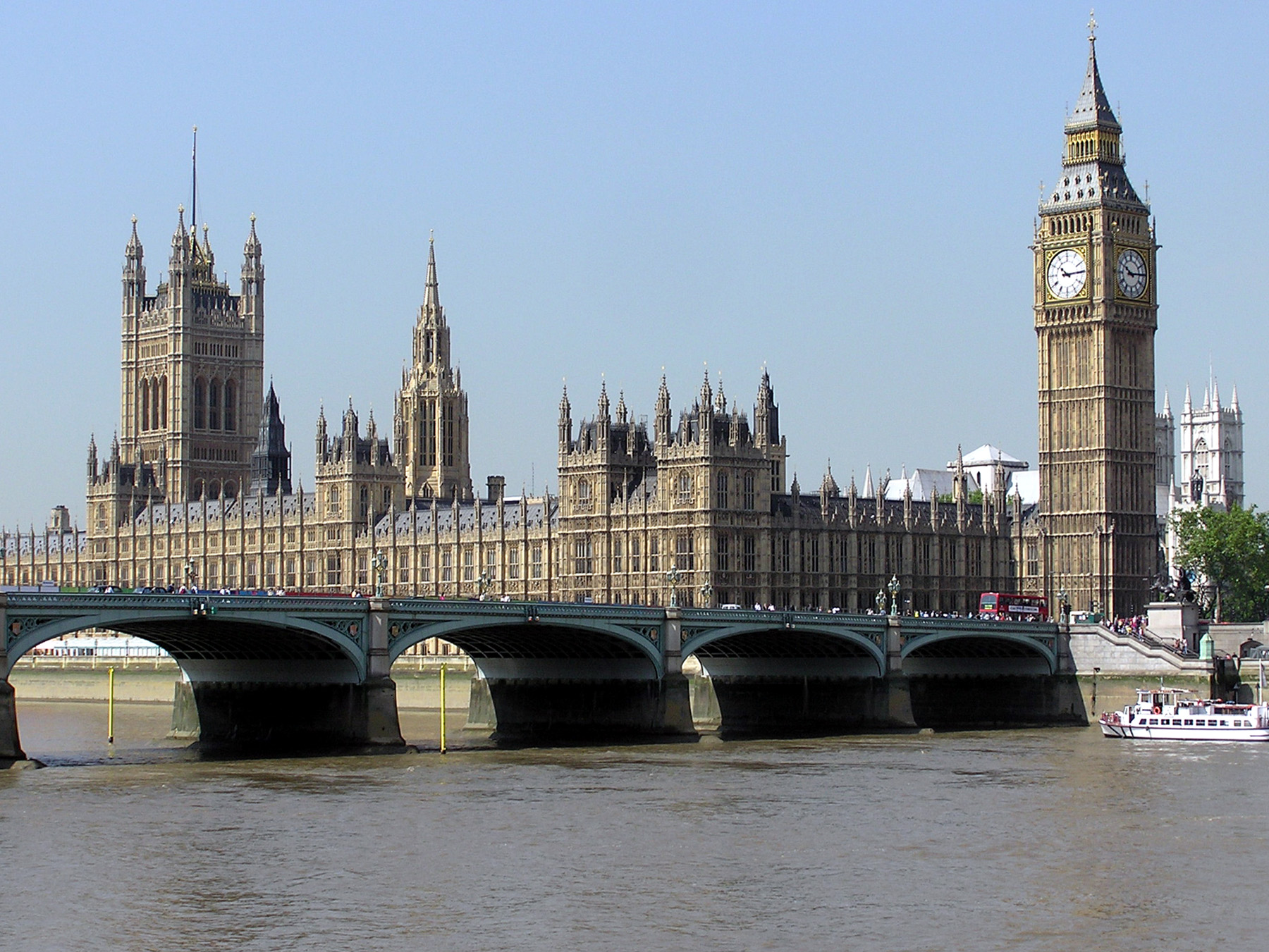
El Palacio de Westminster, sede del Parlamento inglés

El sistema de Westminster es una forma de gobierno democrática modelada a partir de la forma de gobierno del Reino Unido. Toma su nombre del Palacio de Westminster, sede del parlamento británico. El sistema es una serie de procedimientos para operar la legislatura.
Es o fue usado en las legislaturas nacionales y subnacionales de la mayoría de las excolonias británicas al momento de volverse independientes,  comenzando con las primeras provincias canadienses en 1848 y las seis colonias australianas entre 1855 y 1890.  Sin embargo, algunas excolonias han adoptado el sistema presidencial, como Nigeria, o un sistema híbrido, como Sudáfrica, como forma de gobierno. Aunque los sistemas Westminster son parlamentarios, existen otros sistemas parlamentarios, como los de Alemania o España, en los que los usos legislativos difieren considerablemente.
Una de las características más notorias del sistema de Westminster es el bipartidismo fuerte que asigna al líder de la oposición un papel fuerte como presidente del gabinete en la sombra, cuyos miembros se especializan en la oposición a cada uno de los ministerios del Ejecutivo.

## Países y territorios que siguen el sistema Westminster
- Antigua y Barbuda
- Australia
- Bahamas
- Bangladés
- Barbados
- Belice
- Bermudas
- Canadá
- Dominica
- Gibraltar
- Granada
- India
- Irak
- Irlanda
- Islas Caimán
- Islas Malvinas
- Islas Pitcairn
- Islas Salomón
- Israel
- Jamaica
- Malasia
- Malta
- Mauricio
- Sudáfrica
- Montserrat
- Nauru
- Nueva Zelanda
- Pakistán
- Papúa Nueva Guinea
- Reino Unido
- San Cristóbal y Nieves
- San Vicente y las Granadinas
- Santa Elena, Ascensión y Tristán de Acuña
- Santa Lucía
- Singapur
- Trinidad y Tobago
- Tuvalu
- Vanuatu

## Características
Son diez elementos de interrelación los que propone el modelo Westminster, y según Arend Lijphart son los siguientes:
1. Concentración del poder ejecutivo: El Gabinete es quien goza de mayor poder y generalmente está compuesto íntegramente por el partido que obtiene más escaños en la cámara (de los Comunes).
2. Predominio del Gabinete: el Reino Unido está regido por un sistema parlamentario y el Gabinete depende de la confianza que el parlamento le otorgue.
3. El sistema bipartidista: en el Reino Unido hay dos partidos dominantes, el conservador y el laborista. Comúnmente la clase obrera le dan el voto al partido laborista y las clases medias a los conservadores. Al partido conservador se le considera de centro-derecha y a los laboristas de centro-izquierda.
4. Sistema de elecciones mayoritario y no proporcional: el candidato ganador puede ser el que obtiene la mayoría de votos o el que obtiene la minoría más amplia.
5. Pluralismo de grupos de interés: la competencia y el enfrentamiento son característicos del sistema Westminster. Es aquí donde aparecen los acuerdos (tripartitos); son las reuniones entre el Gobierno, sindicatos de trabajo y las empresas que buscan llegar a acuerdo en las políticas socioeconómicas.
6. Gobierno unitario y centralizado: los gobiernos locales existen, pero son pequeños a comparación con el gobierno central. Los gobiernos locales dependen económicamente del central y no poseen áreas geográficas.
7. Concentración del poder legislativo en una legislatura unicameral: el parlamento está compuesto por dos cámaras: la de los lores, conformada por la nobleza, y la de los comunes, que es elegida por el pueblo y ostenta la mayoría de los poderes legislativos.
8. Flexibilidad constitucional: el Reino Unido no tiene una constitución escrita, se rige mediante unas leyes básicas. Es flexible de manera que al no estar escrita puede ser modificada por el parlamento.
9. Ausencia de revisión judicial: al no existir una constitución escrita, el Parlamento es quien goza de la autoridad última y soberana.
10. Un banco central controlado por el ejecutivo: los bancos centrales son los encargados de la política monetaria del país. Si el banco central buscara independizarse se vería un conflicto con los ideales del modelo Westminster.